# 2006年葡語系運動會足球比賽
2006年葡語系運動會足球專項由10月4日至10月10日於澳門運動場進行，只設男子子參賽。賽事會把9隊分為3組，每組3隊，進行單循環對賽，每組的首名以及3組中成績最佳的第三名會晉名四強淘汰賽，勝方會出線決賽，爭奪金牌。